# Teatro musicale cubano
Il Teatro musicale cubano ha uno stile distinto e una propria storia. Dal XVIII secolo fino ad oggi, le forme teatrali includono musica e balli. Molti compositori e musicisti cominciarono la loro carriera in teatro, e molte composizioni furono suonate per la prima volta sul palco. Oltre a mettere in scena alcune opere e operette europee, i compositori cubani gradatamente svilupparono le idee che meglio soddisfacevano il loro pubblico multi-etnico. I personaggi sul palco cominciarono ad avere elementi della vita di Cuba, e la musica cominciò a riflettere la fusione tra la tradizione europea e quella africana.
Le registrazioni musicali permisero alla musica cubana di raggiungere il resto del mondo. L'artista con il maggior numero di registrazioni nel 1925 era un cantante del teatro Alhambra, Adolfo Colombo. Le registrazioni testimoniano che tra il 1906 e il 1917 aveva inciso 350 brani.
Il primo teatro aprì a L'Avana nel 1775, con il nome di Coloseo, successivamente cambiato in Teatro Principal. La prima opera cubana fu messa in scena nel 1807. La musica teatrale fu importante nel XIX secolo e nella prima metà del XX secolo; l'importanza del teatro andò declinando durante la seconda metà del XX secolo, a causa dei cambiamenti politici in atto nell'isola. La radio, che entrò a Cuba nel 1922, aiutò ad aumentare la popolarità della musica e divenne una nuova fonte di reddito per gli artisti.

## Teatro cubano ai primi dell'800
Nel 1810 arrivò a L'Avana una compagnia teatrale che mise in scena opere per 22 anni. Questa compagnia annoverava artisti seri e capaci. La troupe includeva: Andrés Prieto (un famoso attore), Manuel García, il cantante María del Rosario Sabatini, Antonio Hermosilla ed altri. Dopo pochi mesi arrivarono altri talenti dalla Spagna: Mariana Galino, Isabel Gamborino (il famoso cantante di tonadilla) e sua sorella, la ballerina Manuela Gamborino, che Carpentier descrive come "un agile e succulenta bambola che teneva gli uomini de L'Avana sotto incantesimo".
La vita di alcuni di questi attori fu teatrale: Marina Galino portò il marito alla gelosia, fino al punto di spingerlo a pugnalarla e, credendola morta, si tagliò i polsi. Ma Marina non era morta, e recuperò la salute per dar prova della sua bravura nelle danze europee come: bolero (stile spagnolo), minuetto, gavotte, polka, folías (Isole Canarie), cachuchas (canto e ballo dall'Andalusia), manchegas (da La Mancha), el pan de xarabe, el caballito jaleado e così via. Molti di questi sono insegnati nella accademie di danza de L'Avana, ma i favoriti rimanevano la contradanza e il valzer. Vent'anni dopo l'arrivo della contradanza sull'isola, si cominciavano a vedere i primi segni di "cubanizzazione" del ritmo. Fu l'inizio della fusione che portò alla musica e al ballo tipici di Cuba.

## Zarzuela
La Zarzuela è una breve operetta. Inizialmente aveva contenuti importati dalla Spagna, che successivamente furono sostituiti e furono introdotti i problemi e gli eventi sociali di Cuba. La zarzuela è importante perché ha portato al successo il primo artista cubano: il soprano Rosalía 'Chalía' Díaz de Herrera che fece, fuori Cuba, la prima registrazione discografica di un artista cubano. Lei registrò un pezzo della zarzuela Cadíz nel 1898 su cilindri Bettini non numerati.
La zarzuela raggiunge il suo picco nella prima metà del XX secolo. Il direttore musicale Jorge Anckermann produsse zarzuelas, recensioni e commedie al teatro Alhambra. Altri abili compositori come Gonzalo Roig, Eliseo Grenet, Ernesto Lecuona e Rodrigo Prats produssero successi per i teatri Regina e Martí. Grandi star come la vedette Rita Montaner, che sapeva cantare, suonare il piano, danzare e recitare, era l'equivalente di Mistinguett e Joséphine Baker a Parigi. Tra le più note zarzuelas sono: La virgen morena (Grenet), Nina Rita (Grenet e Lecuona), María la O, El batey, Rosa la China (tutte di Lecuona); Gonzalo Roig con La Habana de noche; Rodrigo Prats con Amalia Batista e La perla del caribe; e soprattutto Cecilia Valdés (il musical del più famoso romanzo cubano del XIX secolo, con le musiche di Roig e la sceneggiatura di Prats e Agustín Rodríguez). Tra gli artisti che si fecero conoscere al pubblico tramite il teatro lirico ricordiamo: Caridad Suarez, María de los Angeles Santana, Esther Borja e Ignacio Villa, che aveva una testa così tonda e nera che fu scherzosamente soprannominato Bola de Nieve.

## Bufo
Il teatro Bufo è una forma di commedia satirica, in cui vengono rappresentate le caricature di molti personaggi che si possono incontrare ovunque. Il Bufo trova le sue origini tra il 1800 e il 1815, con una forma chiamata tonadilla. Francisco Covarrubias il 'caricaturista' (1775–1850) fu il padre del Bufo. Negli anni, i personaggi comici che traevano ispirazioni da modelli europei, divennero sempre più cubani. La musica seguì questa trasformazione, dalle baracche degli schiavi e dai quartieri poveri, trovò il suo spazio attravaerso la guaracha:
Una mulata me ha muerto!
Y no prendan a esa mulata?
Como ha de quedar hombre vivo
si no prendan a quien matar!
La mulata es como el pan;
se deber como caliente,
que en dejandola enfriar
ni el diablo le mete el diente!
Così il teatro bufo divenne il luogo di nascita della forma musicale tipica cubana: la guaracha.

## Altre forme teatrali

### Vaudeville
I vari tipi di teatro vernacolare spesso includono la musica. Esistono ancora forme come il Music Hall inglese, o il Vaudeville americano, dove il pubblico assiste ad un pot-pourri di canto, commedia, banda, sketches e recitazione. Anche al cinema, durante i film muti, i cantanti e l'orchestra intrattenevano il pubblico durante l'intervallo e un pianista suonava durante il film. Bola de Nieve e María Teresa Vera sono due artisti che suonavano nei cinema agli inizi delle loro carriere. Anche il teatro Burlesque era famoso a L'Avana prima del 1960.